# 霞ケ丘 (神戸市)
霞ケ丘（かすみがおか）は、兵庫県神戸市垂水区の町名。現行行政地名は霞ケ丘一丁目から霞ケ丘七丁目。郵便番号は655-0039。

## 地理
垂水区南部の西垂水地区（旧西垂水村）に位置する。東は旭が丘、北は星陵台、南は五色山、西は歌敷山に接する。
町内には郵便局、コンビニエンスストアがある。動物病院や歯科などの医院もあり、霞ケ丘小学校と歌敷山中学校の校区にもなっている。北西には愛徳坂があり、町内の北と南では高低差がとても激しい。山陽バスが通っており、このバスに乗ればJR垂水駅まで10分から15分ほどで行くことができる。また愛徳坂から南へ道なりに歩けば、山陽電鉄霞ヶ丘駅に行くことができる。電気店や理容店、スーパーマーケットがあり、町内だけでもある程度の生活を送ることができる。また交番もあったが、現在はなくなっている。

## 交通

### 鉄道
- 山陽電気鉄道本線霞ヶ丘駅 - 霞ケ丘ではなく南の五色山に位置する。

### バス
- 山陽バス

## 施設

### 教育機関
- 神戸市立霞ケ丘小学校 - 霞ケ丘四丁目6-16
- 愛徳幼稚園 - 霞ケ丘七丁目4-39
- かすみがおか虹こども園 - 霞ケ丘一丁目6-19

### 郵便局
- 神戸霞ケ丘郵便局 - 霞ケ丘四丁目3-6

## 周辺
- 五色塚古墳 - 徒歩で約5分
- 垂水駅 - バスで10 - 15分
- 兵庫県立舞子公園 - 徒歩で約10分
- 三井アウトレットパーク マリンピア神戸 - 垂水駅から無料のシャトルバスが運行
- 舞子駅/舞子公園駅
- アジュール舞子
- 舞子海上プロムナード
- 神戸市立歌敷山中学校